# Trận Kurikara
Trận Kurikara, còn được gọi là Trận Tonamiyama (砺波山) (Lệ Ba Sơn), là trận đánh quyết định trong Chiến tranh Genpei ở Nhật; trong trận đánh này, xu thế của cuộc chiến đã chuyển về phía có lợi cho gia tộc Minamoto.

## Bối cảnh
Minamoto no Yoshinaka, chỉ huy nhóm chiến binh từ tỉnh Shinano, đột kích vào đất đai của nhà Taira vài năm trước đó, trước cuộc đột kích, và cả cuộc chiến tranh, phải làm ra bộ đình chiến 2 năm vì nạn đói. Khi tình hình khá lên năm 1183, nhà Taira muốn trừng phạt Yoshinaka. Taira no Koremori, con trai của Taira no Shigemori và cháu nội của Taira no Kiyomori quá cố, chỉ huy chiến dịch này, ngoài ra còn có sự trợ giúp của Michimori, Tadanori, Tomonori, Tsunemasa và Kiyofusa. Quân đội của họ đã bị giảm sút nhiều vì chiến trận và nạn đói, nhà Taira muốn tuyển thêm binh lính từ các vùng đất xung quanh, và làm việc đó với mối nguy hiểm của nạn đói trầm trọng hơn, vì nhiều binh lính của họ là nông dân rời bỏ ruộng đồng. Mặc dù một vài sử ký ghi lại quân số của họ lên đến 100.000, đây là con số cao đến vô lý, và các nguồn đáng tin cậy hơn đã ước tính quân số khoảng gần 40.000.
Minamoto no Yoritomo, anh em họ của Yoshinaka, quay lưng chống lại ông để giành quyền đứng đầu toàn gia tộc vào tháng 3 năm 1183, nhưng bị Yoshinaka thuyết phục dừng lại và rút lui, với lỹ rằng họ nên đồng lóng chống lại nhà Taira. Để đảm bảo cho thành ý của mình, Yoshinaka gửi con trai mình, Yoshitaka, đến Kamakura làm con tin. Không lâu sau khi đó, Yoshinaka nhận được tin về quân đội của Koremori, và tiến ra ứng chiến, cùng với bác ông là Minamoto no Yukiie và nhóm người được goi là shitennō, bốn thuộc hạ trung thành nhất của ông: Imai Kanehira, Higuchi Kanemitsu, Tate Chikatada, Nenoi Yukichika.

## Trận đánh
Tiến đến những con đèo nối phía Tây Honshū với phía Đông, Koremori chia quân đội của mình làm hai đạo, một đạo tiến đền đèo Kurikara rồi đến Tonamiyama, đạo khác tiến vào tỉnh Etchū qua tỉnh Noto hướng lên phía Bắc. Minamoto no Yoshinaka, thấy rằng quân Taira đang tiến qua đèo, ra lệnh cắm một số lượng lớn cờ trắng (trắng là màu của gia tộc Minamoto) trên ngọn đồi cách đó vài kilomet để đánh lừa quân địch rằng quân đội của ông lớn hơn thực tế nhiều. Đây là chiến thuật trì hoãn, với mục đích giữ chân quân Taira trên đèo cho đến khi đêm xuống, để phần thứ hai trong chiến lược của ông có thể thực hiện được.
Ông chia quân làm ba đường, đưa một đạo tấn công vào sườn quân Taira, một đạo dưới chân đèo, là đội mai phục, và đạo thứ ba ông đi cùng và đánh vào trung tâm. Để che giấu những hành động này, Yoshinaka đánh lừa quân địch bằng một trận đánh rất thông thường, bắt đầu với việc bắn qua lại tên hao thỉ (loại cung tên phát ra tiếng khi bắn mang tính lễ nghi trong các trận chiến của Nhật thời trung cổ). Sau đó là trận đánh một chọi một, thứ mà nhà Taira rất mong muốn, với hy vọng danh được vị trí cho mình trong lịch sử và những thiên anh hùng ca thường có sau những trận chiến kiểu như thế này. Trong nhiều sử ký, đặc biệt là Heike monogatari, và có thể là trong sự thực lịch sử, nhà Taira không quen với chiến tranh như nhà Minamoto, kiệt sức hơn, và thích hợp hơn với cuộc sống trong triều đình. Do đó, cơ hội để tham dự các trận chiến chính quy hấp dẫn nhiều chiến binh nhà Taira muốn đem ra thi triển võ thuật mà họ đã học trước đó, theo cách quy chuẩn thích đáng nhất.
Trong khi đó, quân đội của Yoshinaka chiếm lính vị trí, và khi mặt trời lặn, quân Taira thấy rằng sau lưng mình có một đội quân nhà Minamoto, cắm nhiều cờ hơn so với số cờ của đội quân này, lại một lần nữa tạo ra ảo giác về số lượng quân lớn hơn. Trung quân của Yoshinaka, đã tập trung một bày bò, giờ thả chúng xuống đèo, thẳng vào vị trí quân Taira, với đuốc cháy trên sừng của chúng. Rất nhiều binh lính nhà Taira xông vào đàn bò, trong khi nhiều người khác chỉ đơn giản bị quét khỏi con đèo, và tử nạn trên những vách đã lởm chởm phía dưới. Rất nhiều người cố rút chạy, nhưng bị lạc trong nhiều con đường, bị quân lính nhà Minamoto đợi sẵn kết liễu, hay rơi xuống các hẻm núi.
Số quân Taira còn sống sót, hoảng loạn, mất tinh thần, và chịu tổn thất nặng nề, bỏ chạy. Đây là trận đại thắng của nhà Minamoto, dẫn đến việc nhà Taira phải từ bỏ Kyoto. Vài tháng sau trận Kurikara, nhà Taira, cùng với Thiên hoàng Antoku, rút chạy đến Shikoku.